# Lotte Claus
Lotte Claus (Bree, 30 maart 2010) is een Belgisch basgitariste en oprichtster van de band A Lot(te) of Bass.

## Leven en werk
Claus is al sinds haar jeugd bezig met muziek. Haar vader leerde haar gitaarspelen en vanaf haar vijfde ging ze naar de muziekschool.
In 2021 nam Claus deel aan Belgium's Got Talent. Ze haalde het tot de halve finale. Datzelfde jaar richtte de band A Lot(te) of Bass op; in 2022 volgde eerste single van de band. Naast originele nummers maakt de band covers van bekende nummers.
In juni 2023 reisde ze af naar de Verenigde Staten om er op te treden met haar band. Ze stond met de band op podia waar eerder Lady Gaga en Taylor Swift hadden gestaan. In juni 2024 gaat ze dit opnieuw doen. Ook stond ze in 2023 met haar band op het Breekout Festival, tezamen met onder meer Pommelien Thijs. In 2024 stond ze in de Nederlandse stad Weert in het voorprogramma van Candy Dulfer.